# Щетинков, Евгений Сергеевич
Евгений Сергеевич Щетинков — советский ученый в области создания гиперзвуковых прямоточных воздушно-реактивных двигателей, стоявший у истоков отечественной космонавтики.
Член-корреспондент Международной Академии астронавтики, Профессор, Доктор технических наук, Заведующий кафедрой Московского Физико-технического института,
Один из организаторов Группы изучения реактивного движения (ГИРД) и Ракетного научно-исследовательского института.
Начальник отдела Центрального аэрогидродинамического института.

## Биография
Евгений Сергеевич Щетинков родился 24 ноября 1907 года в Вязьме, в семье железнодорожного машиниста.
В 1924 году окончил школу в Минске, затем работал учеником столяра.
В 1926 году поступил в МВТУ.
В 1930 году Щетинков закончил МАИ.
После окончания института работал старшим инженером на авиационном заводе № 3 НКАП в отделе прочности Центрального аэрогидродинамического института.
Стоял у истоков создания группы изучения реактивного движения (ГИРД) и ракетного научно-исследовательского института наряду с С. П. Королёвым, Ф. А. Цандером, М. К. Тихонравовым.
В 1932—1933 годах Евгений Сергеевич работал старшим инженером ГИРДа; в 1934 году становится Начальником бригады и отдела крылатых ракет РНИИ.
Под его руководством Королева Щетинков участвовал в создании всех первых ракетопланов (от РП-1 до РП-3).
В 1934—1936 годах он самостоятельно разработал и испытал в полете крылатую ракету «216», прототип будущей первой крылатой ракеты «Буря» (Р-200, «самолет-пуля») и различных современных «томагавков», в том числе и гиперзвуковых «Иксов».
Он же создан и испытал крылатую ракету «217» с РПД на твёрдом топливе.
В 1936—1937 годы, за семь лет до появления известных реактивных истребителей вермахта, Е. С. Щетинков и С. П. Королёв совместно разработали проект реактивного истребителя-перехватчика с рекордными для того времени тактико-техническими характеристиками по скорости полёта и скороподъемности.
На базе этого истребителя с ЖРД («объект 218») был создан первый в СССР ракетоплан РП-318-1, испытанный лётчиком-испытателем В. П. Фёдоровым 24 февраля 1940 года.
С 1938 года Щетинков начал заниматься прямоточными воздушно-реактивными двигателями (ПВРД).
В 1941 году за работы в области течений больших скоростей получил степень Кандидата технических наук (без защиты).
в 1942 году он был вместе с другими сотрудниками РНИИ эвакуирован Билимбай, где работал в ЦКБ завода № 293 и возглавил обширную программу научно-исследовательских работ по аэродинамике и камерам сгорания воздушно-реактивных двигателей.
В 1944 году на базе НИИ-3 и этого завода был образован НИИ-1. Вернувшись из эвакуации, Е. С. Щетинков проработал в нём почти 25 лет.
В 1945—1948 годах он читал лекции в МАИ, и вел первый в СССР курс по прямоточным воздушно-реактивным двигателям.
С 1952-го по 1964 годы Щетинков занимал пост заведующего кафедрой Московского Физико-технического института.
В 1957 году Евгением Сергеевичем Щетинковым была выдвинута и обоснована идея создания прямоточного двигателя со сжиганием горючего в сверхзвуковом потоке в камере сгорания — ГПВРД.
В 1960-х годах Евгений Сергеевич руководил созданием воздушно-реактивных двигателей для первого межконтинентального сверхзвукового летательного аппарата — самолета-ракеты «Буря».
Уже в 1966 году в НИИ-1 Министерства общего машиностроения СССР (ныне — Центр имени М. В. Келдыша), где в то время работал Е. С. Щетинков, был выполнен первый проект одноступенчатого воздушно-космического корабля с комбинированной силовой установкой, состоящей из жидкостного ракетного двигателя (ЖРД), прямоточного воздушно-реактивного двигателя (ПВРД) и ГПВРД, работающих на жидком водороде.
В 1968 году вернулся в Центральный аэрогидродинамический институт и стал Начальником отдела этого учреждения.
Щетинков — автор и основоположник новой экспериментальной базы с её основными стендами сверхзвукового горения, всех мировых концепций ГПВРД, ВКС
и научно-технических программ гиперзвуковых технологий ведущих аэрокосмических держав Европы, Америки и Азии, опередивших свое время.

## Отношения с Королевым

Могила Е. С. Щетинкова
и К. М. Винцентини

Королев знал Щетинкова как отличного специалиста, человека порядочного и в высшей степени интеллигентного.
Он был одним из немногих сотрудников РНИИ, принципиально отказавшихся свидетельствовать против С. П. Королева в период репрессий 37-го года.
В 1940 году, во время гонений на Королева, следственным органам понадобился новый акт, характеризующий работу Королева. Щетинков приписал на документе свое «Особое мнение», в котором указал, что «неполадки, имевшие место в работе Королева, нельзя считать умышленными».
По словам внука Сергея Павловича Королева, «Евгений Сергеевич Щетинков, которого буквально, по его словам и словам свидетелей, спустили с лестницы в КГБ, потому что он категорически отказался подписывать какие-либо бумаги, порочащие Сергея Павловича Королева. Они дружили, они вместе работали. Он прекрасно знал его и, конечно, не готов был подписывать, что Королев вредитель».
После развода Королева, Щетинков в 1952 году женился на Ксении Максимилиановне Винцентини и удочерил Наталию Королёву.
Похоронен на участке 5/2 Армянского кладбища в Москве, рядом с могилами родных и близких С. П. Королёва.

## Научные достижения
Е. С. Щетинков — автор первой теории объемного горения (1964 г.), первого ГПВРД (1957 г.), первого воздушно-космического самолета (ВКС) (1964 г.), новой экспериментальной базы с её основными стендами сверхзвукового горения (установки для больших чисел М, −1950-1990 гг., НИИТП, ЦИАМ, ЦАГИ, ИТПМ, МАИ и др.).
Кроме того, он считается основоположником всех мировых концепций ГПВРД, ВКС и научно-технических программ гиперзвуковых технологий ведущих аэрокосмических держав Европы, Америки и Азии.

## Звания
- Доктор технических наук (с 1949 года),
- Профессор (с 1953 года),
- член-корреспондент Международной Академии астронавтики (с 1967 года).

## Награды
Евгений Сергеевич Щетинков награждён орденами Красной Звезды и медалями.

## Память

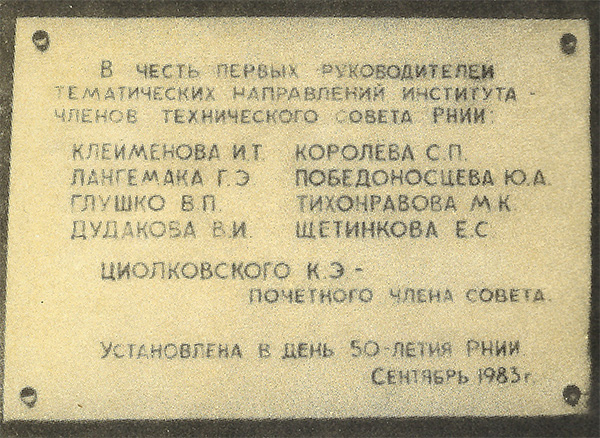
Мемориальная памятная доска на здании Исследовательского центра имени М. В. Келдыша

- Мемориальная памятная доска на здании Исследовательского центра имени М. В. Келдыша